# 南方公园：真理之杖
《南方公园：真理之杖》是一款基于美国电视系列动画南方公园而创作的电子角色扮演游戏。游戏由黑曜石娱乐工作室和南方公园数字工作室共同开发，育碧负责发行。游戏原定于2013年发售，登陆PlayStation 3、Xbox 360和Microsoft Windows平台，但由于原发行商THQ的倒闭从而被推迟至2014年。
如同对电视剧集的工作，南方公园创作者特雷·帕克和马特·斯通负责编写剧本、项目监督以及配音工作。关于游戏的细节，最早于2011年12月在Game Informer上被公布。

## 简介

### 设定
《南方公园：真理之杖》设定于科罗拉多州落基山脉旁的虚构小镇南方公园。玩家角色是新来的孩子，一个刚搬到镇上的沉默的角色。与镇上的男孩们结交后，加入了一个史诗级的角色扮演游戏，以人类与精灵争夺具有无穷力量的真理之杖为主。人类一方以巫师王卡特曼为首，营地设立在卡特曼家后院，名为酷帕城堡，他们的成员有圣骑士大頭、盗贼小凡、陶侃、槌哥、装扮成公主的男孩肯尼。精灵一方由精灵王凯尔为首，营地精灵王国设在凯尔家后院，拥有成员战士斯坦、吟游诗人吉米。男孩们在整个小镇到周围森林甚至到加拿大进行他们的游戏，逐步昇華至對抗某項真正危害世界的力量。
真理之杖中设有许多南方公园剧集中的人物，包括：斯坦的父亲兰迪·马許、金屁助教、耶稣、黃金先生、麦基老师、内裤侏儒、哥特孩子等。細節方面在創作者本人致力參與下，囊括電視動畫第1至17季集數的大部分橋段。

## 续作
游戏的续作在2015年公布，由育碧旧金山接替黑曜石担当游戏开发。游戏将于2017年10月发售。